# Худ, Александр, 4-й виконт Бридпорт
Александр Нельсон Худ, 4-й виконт Бридпорт, 7-й герцог Бронте, также известный как Алекс Бридпорт (англ. Alexander Nelson Hood, 4th Viscount Bridport, 7th Duke of Bronte; род. 17 марта 1948) — британский дворянин и инвестиционный банкир, проживающий в Женеве, Швейцария
.

## Ранняя жизнь
Родился 17 марта 1948 года. Единственный сын Роланда Худа, 3-го виконта Бридпорта, 6-го герцога Бронте (1911—1969), из Кастелло-ди-Маньяче, рядом с Бронте на Сицилии (потомок Уильяма Нельсона, 1-го графа Нельсона, 2-го герцога Бронте, старшего брата и наследника адмирала Горацио Нельсона, 1-го виконта Нельсона, 1-го герцога Бронте), от второй жены Шейлы Жанна Агата Ван Меерс (? — 1996), единственной дочери Йохана Хендрика Ван Меерса и вдовы Джеймса Хейворда Литтла.

## Карьера
Он вырос в Кастелло ди Маньяче, Сицилия, и получил образование в Итонском колледже и в Сорбонне. Он присоединился к Kleinwort Benson merchant bank в Лондоне, прежде чем перейти в Chase Manhattan Bank, который отправил его в Женеву в 1985 году, чтобы стать генеральным менеджером инвестиционного банкинга. Он был назначен управляющим директором Shearson Lehman Brothers, Нью-Йорк, в 1988 году. В 1991 году он основал компанию Bridport & Cie S. A. в Женеве, Швейцария, вместе с Томасом Бартольди, и оба остаются управляющими партнерами вместе с графом Лукой Падулли. В 1981 году, столкнувшись с продолжающейся турбулентной политической ситуацией в Италии и перспективой дальнейших требований о земельной реформе со стороны исторически враждебной фракции местного населения, он продал свое отцовское поместье герцогства Бронте и его резиденцию в нем, Кастелло ди Маньяче, предоставленную адмиралу Нельсону в 1799 году королем Обеих Сицилий.

## Браки и дети
Виконт Бридпорт был дважды женат. 5 января 1972 года его первой женой стала Линда Жаклин Паравичини (род. 1950), дочь подполковника Винсента Рудольфа Паравичини (? — 1989) из поместья Натли близ Бейсингстока, Хэмпшир (сына Чарльза Паравичини, посла Швейцарии при дворе Сент-Джеймса), от его жены Жаклин Дайер (1918—2004), сестры сэра Джона Дайера, 13-го баронета. Она получила развод в 1979 году и в 1983 году снова вышла замуж за Майкла Говарда, 21-го графа Саффолка (род. 1935) из Чарльтон-Парка, недалеко от Малмсбери, Уилтшир. От первой жены имел детей:
- Достопочтенный Перегрин Александр Нельсон Худ (род. 30 августа 1974), старший сын и наследник титула, который 8 июня 2013 года в приходской церкви Святого Иоанна Крестителя, Чарльтон, Малмсбери (его отчим) женился на Серене Никха (род. 1983), ирано-американской исполнительном редакторе моды в британском журнале Vogue. Среди гостей были принцесса Майкл Кентская, Том Паркер Боулз и Пиппа Миддлтон[7].

5 декабря 1979 года Александр Худ женился вторым браком на Нине Линкольн (вдове гонщика Формулы-1 Йохена Риндта), с которой развелся в 1999 году, родив еще одного сына:
- Достопочтенный Энтони Нельсон Худ (род. 7 января 1983).